# I. e. 608
Évszázadok: i. e. 8. század – i. e. 7. század – i. e. 6. század
Évtizedek: i. e. 650-es évek – i. e. 640-es évek – i. e. 630-as évek – i. e. 620-as évek – i. e. 610-es évek – i. e. 600-as évek – i. e. 590-es évek – i. e. 580-as évek – i. e. 570-es évek – i. e. 560-as évek – i. e. 550-es évek
Évek: i. e. 613 – i. e. 612 – i. e. 611 – i. e. 610 –  i. e. 609 – i. e. 608 – i. e. 607 – i. e. 606 – i. e. 605 – i. e. 604 – i. e. 603

## Események
- A 43. olümpiai játékok